# 5210 Saint-Saens
5210 Saint-Saens este o planetă minoră (asteroid), cu un diametru de 8,462 km, din centura de asteroizi. A fost descoperită pe 7 martie 1989 la Thüringer Landessternwarte Tautenburg⁠(d) de Freimut Börngen și a fost numită după Camille Saint-Saëns. 
Obiectul prezintă o orbită caracterizată de o semiaxă mare de 2,4396137 UAi, o excentricitate de 0,15, o înclinație de 2,13934 ° în raport cu ecliptica.